# Lethasterias
Genre
Lethasterias est un genre d'étoiles de mer de la famille des Asteriidae.

## Liste des espèces
Selon World Register of Marine Species (23 janvier 2015) :
- Lethasterias acutispina Hayashi, 1973
- Lethasterias australis Fisher, 1923
- Lethasterias fusca Djakonov, 1931
- Lethasterias nanimensis (Verrill, 1914)